# Schufa
Schufa (eg. Schufa Holding AG, ty. Schutzgemeinschaft für allgemeine Kreditsicherung) är ett tyskt kreditupplysningsföretag. Företaget är ett privatägt aktiebolag med säte i Wiesbaden. Delägarna är banker, kreditinstitut, handelsföretag och diverse tjänsteleverantörer.
Schufa har omkring 682 miljoner faktauppgifter om 66,3 miljoner personer i sina register, vilket utgör omkring tre fjärdedelar av alla tyskar. Under 2000-talet har Schufa expanderat sin verksamhet till att även innefatta inkassoärenden och upplysningar om företag. Företagets har en dominerande ställning på kreditupplysningsmarknaden, och har under senare år börjat tillämpa nya metoder för publicering och insamling av uppgifter, metoder som i vissa fall varit omstridda.

## Historik
Det moderna Schufa har sina rötter i Berlins elverk BEWAG, som i mitten av 1920-talet hade relativt god uppfattning om abonnenternas betalningsförmåga, delvis eftersom man inte bara sålde elektricitet, utan även elektrisk apparatur som ett sätt att öka elförbrukningen. Ledande personer inom BEWAG insåg att även andra företag kunde ha nytta av den här typen av uppgifter, och den 1 april 1927 började Schufa sin verksamhet.
Efter två år fanns omkring 1,5 miljoner kort i Schufas kartotek, och regionalavdelningar bildades över hela Tyskland under 1930-talet. Efter andra världskriget fortsatte verksamheten i Västtyskland, med fler regionalkontor som nu täckte hela landet, och inte bara storstadsregionerna.
Verksamheten ombildades 2000 till ett aktiebolag, och 2002 övertog bolaget aktierna i de åtta regionala företagen.

## Integritetsfrågor
De uppgifter som Schufa registrerar är förutom grundläggande persondata som namn, födelsedatum och adress även information om kontokort, bankkonton, betalningshistorik, avbetalningsavtal och flera liknande ekonomiska uppgifter. Däremot registreras inte inkomstuppgifter eller kontosaldon. Schufa hanterar inte alla datauppgifter själva, utan samarbetar med externa dataleverantörer. Uppgifter om privatpersoner får inte lämnas till Schufa utan personens samtycke, enligt en federal dom 2006 om den så kallade "Schufa-klausulen".

### "Schufa-Score"
Företaget använder ett automatiskt poängberäkningssystem, s.k. Schufa-Scoring, som ger den person en viss kreditupplysning gäller poäng mellan 0 och 100. Poängsättningen är i många fall helt avgörande för om en person ska beviljas kredit eller inte. De algoritmer som ligger till grund för beräkningen är däremot inte offentliga, vilket i kombination med beräkningens avgörande betydelse för kreditbedömningen har skapat kraftig kritik. I en dom från november 2011 förelades företaget att offentliggöra information om hur beräkningarna sker, något som upphävdes av en dom i högre instans från januari 2014.

### Informationsinhämtning via sociala medier
I början av juni 2012 offentliggjordes uppgifter om att Schufa i samarbete med det datalogiska forskningsinstitutet Hasso-Plattner-Institut undersökte möjligheterna att inhämta information om privatpersoner från privata och professionella nätverk på Internet, i synnerhet Facebook. Projektet fick kraftig kritik eftersom det ansågs bryta mot konsumentskyddslagar och dataintegritet, vilket ledde till att projektet avbröts.